# Аиссе, Шарлотта
Шарло́тта Аиссе́ (фр. Charlotte Aïssé; ок. 1693, Черкесия — 13 марта 1733, Париж) — французская писательница черкесского происхождения, известная прежде всего своей перепиской, изданной под заглавием «Письма к госпоже Каландрини».

## Биография
Происхождение не вполне достоверно: себя она называла дочерью черкесского (возможно, адыгейского) князя, чей дворец был разграблен турками, похитившими её и продавшими в рабство. В 1698 году, в возрасте четырёх или пяти лет, она была куплена у стамбульского работорговца французским посланником в Османской империи де Ферриолем и отвезена во Францию. Там девочка получила великолепное воспитание в доме жены его младшего брата. Первоначальное имя черкешенки Гайде (Haïdé, возможно, турецкое восприятие имени Айшет) было изменено на более благозвучное — Аиссе, фактически ставшее её фамилией; при крещении получила имя Шарлотта-Элизабет.
С юности Аиссе вращалась в высшем свете, быстро приобретя популярность своим экзотическим происхождением, красотой и манерами. Получил известность её роман с шевалье Блёзом-Мари д’Эди (от которого в 1721 году родилась дочь); также ходили слухи о расположении к ней регента Филиппа Орлеанского. Невозможность брака (обеты мальтийского рыцаря предписывали д’Эди целибат) наложила на их отношения трагический отпечаток. В 1726 году Аиссе познакомилась с госпожой Жюли Каландрини, женой знатного женевского гражданина, и в течение семи лет вела с ней дружескую переписку, описывая детали повседневной жизни, критикуя распущенность нравов и спрашивая нравственного совета. В 1733 году Аиссе умерла от чахотки.

## Издания
- «Письма к госпоже Каландрини» (Lettres de mademoiselle Aïssé à madame Calandrini). Первое их издание (в 1787 году) было подготовлено Вольтером; комментированное издание появилось в 1846 году. В 1985 году письма были переведены на русский язык и изданы в серии «Литературные памятники».

Письма Аиссе к госпоже Каландрини содержат множество интересных сведений о жизни французской аристократии эпохи Регентства, написаны изящным и одновременно простым французским слогом, отмечены бескомпромиссной нравственной позицией, искренностью и откровенностью.

## Память
В Адыгее Аиссе считают своей, считают что она из шапсугского рода, об этом повествуют статьи:
- «Славная дочь адыгов», «Шапсугия», 1996, 17 мая;
- Прекрасная черкешенка из …Парижа, газ. «Адыгейская правда», 1995, 26 янв.

Судьба Аиссе послужила основой для:
- романа аббата Прево «История одной гречанки»,
- нескольких пьес XIX века;
  - в драме, написанной Луи Буйле «Мадемуазель Аиссе» (Mademoiselle Aïssé, 1872; текст в Галлике), заглавную роль играла Сара Бернар;
- четырёх написанных в XX веке романов;
- романа Исхака Машбаша «Графиня Аиссе» (2008).